# Medal Wojenny Służby Ochotniczej w Nowej Fundlandii
Medal Wojenny Służby Ochotniczej w Nowej Fundlandii (ang. Newfoundland Volunteer War Service Medal) – brytyjski medal nadawany za udział w II wojnie światowej, jeden z medali kampanii brytyjskich; ustanowiony w 1981 r.

## Zasady nadawania
Medal nadawany za służbę w brytyjskich siłach zbrojnych poza terytorium Nowej Fundlandii.

### Historia
Kiedy trwała II wojna światowa, Nowa Fundlandia była ciągle kolonią brytyjską, która nie wstąpiła do konfederacji kanadyjskiej aż do roku 1947.
W rezultacie, służący w siłach Nowej Fundlandii nie kwalifikowali się do otrzymania Canadian Volunteer Service Medal, i ta sytuacja została naprawiona dopiero w lipcu 1981, kiedy medal został ustanowiony.
Ci, którzy służyli w siłach kanadyjskich i otrzymali kanadyjską wersję medalu nie mogli otrzymać brytyjskiego Newfoundland Volunteer War Service Medal.
Po roku 1981 mogli się o niego starać krewni walczących żołnierzy.

## Opis medalu
Medal z brązu o średnicy 37mm.
Awers: królewskie inicjały króla Jerzego VI, zwieńczone królewską koroną, a nad nią karibu – narodowy symbol Nowej Fundlandii. Na obwodzie inskrypcja NEWFOUNDLAND VOLUNTEER SERVICE MEDAL 1939-45.
Rewers: przedstawia Brytanię stojąca z włócznią w prawej ręce, za nią muszla przegrzebka. Brytania otoczona (chroniona) przez dwa lwy ułożone w okrąg, sięgające od jej głowy aż do stóp.
Wstążka z kolorowych pasów czerwonych, białych, niebieskich i kasztanowy szeroki pas w środku.